# Veldenz
Veldenz település Németországban, Rajna-vidék-Pfalz tartományban. Lakosainak száma 967 fő (2023. december 31.).

## Népesség
A település népességének változása:
| Lakosok száma | 1048 | 889  | 978  | 976  | 950  | 956  | 967  |
|               | 1975 | 2010 | 2017 | 2019 | 2021 | 2022 | 2023 |